# Якамары
Якамары или жакамары (лат. Galbula) — род птиц семейства якамаровых.
Это небольшие и средние лесные птицы Америки с длинными клювами, удлинёнными хвостами и маленькими ногами. Окраска, как правило, зелёная, некоторые виды имеют красное или коричневое брюхо. Самцы и самки внешне похожи, но у большинства видов отличаются незначительными деталями оперения. Птицы гнездятся в норах, которые они самостоятельно выкапывают в глиняных обрывах вдоль рек и дорог, или термитниках. Питаются насекомыми, ловя их на лету.

## Виды
Международный союз орнитологов относит к роду 10 видов:
- Желтоклювая якамара (Galbula albirostris)
- Galbula cyanicollis
- Краснохвостая якамара (Galbula ruficauda)
- Зелёная якамара (Galbula galbula)
- Медногрудая якамара[англ.] (Galbula pastazae)
- Синелобая якамара[англ.] (Galbula cyanescens)
- Белогорлая якамара (Galbula tombacea)
- Пурпурная якамара (Galbula chalcothorax)
- Бронзовая якамара (Galbula leucogastra)
- Райская якамара (Galbula dea)